# Новая Плахтиевка
Новая Плахтиевка (укр. Нова Плахтіївка) — село, относится к Саратскому району Одесской области Украины.
Население по переписи 2001 года составляло 77 человек. Почтовый индекс — 68223. Телефонный код — 4848. Занимает площадь 0,13 км².

## Местный совет
68223, Одесская обл., Саратский р-н, с. Мирнополье, ул. Ленина, 38.